# Geografia Bonaire

Położenie wyspy

Bonaire jest niewielką wyspą, należącą do Holandii, która leży na południowym skraju Morza Karaibskiego, prawie 90 km na północ od wybrzeży Wenezueli. Bonaire cechuje się nizinnym krajobrazem i suchym, tropikalnym klimatem. Wyspa ta jak i sąsiednia Curaçao została odkryta przez Alonso de Ojeda.

## Powierzchnia, położenie i granice
Powierzchnia – 288 km²
Położenie – Ameryka Środkowa, 12°10'N i 68°15'W. Wyspa w kształcie bumeranga zwróconego w stronę północnego wschodu rozciąga się na długości 35 km.
Bonaire poprzez wody terytorialne Morza Karaibskiego od południa graniczy z Wenezuelą.

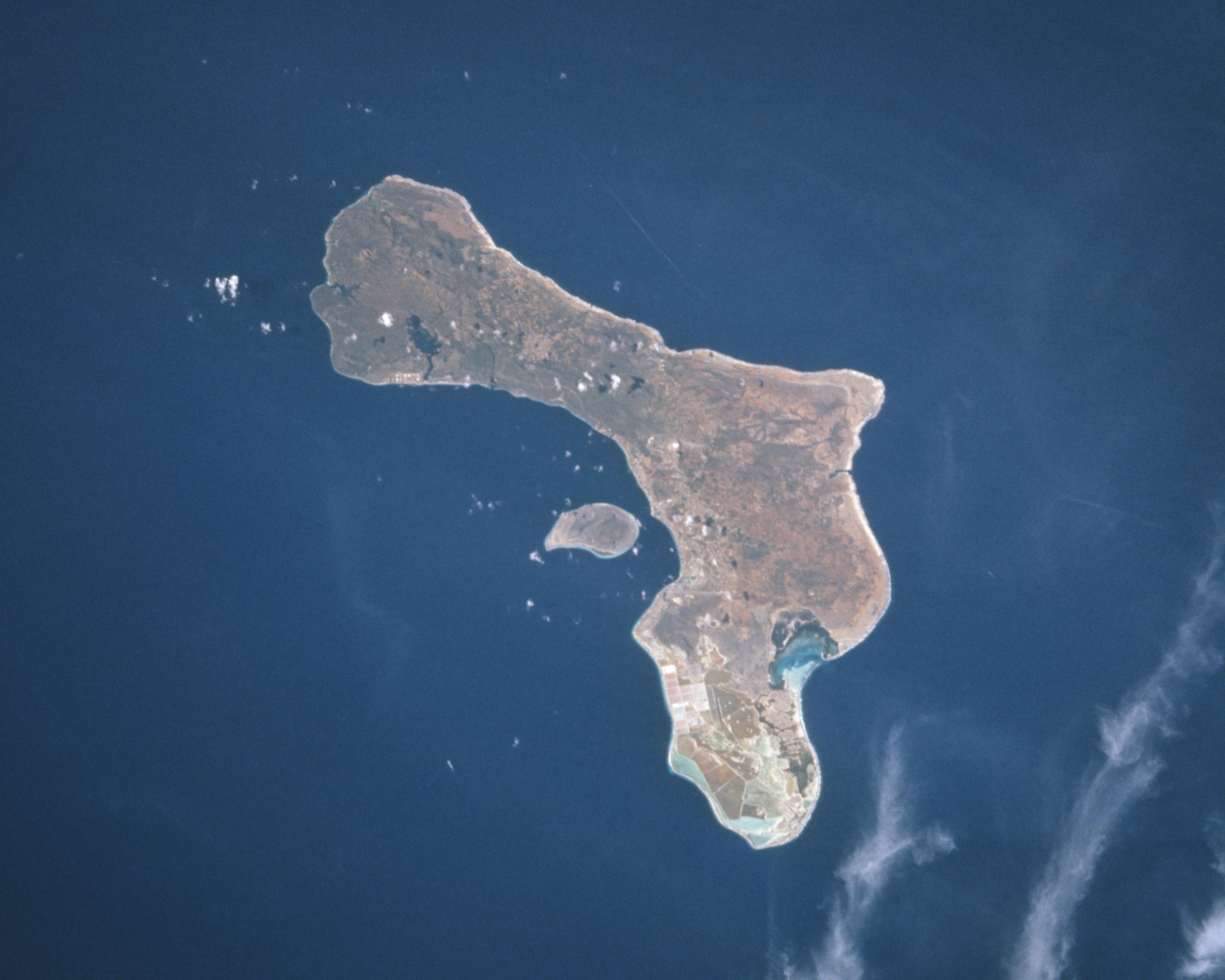
Bonaire widziane z dużej wysokości

## Budowa geologiczna i rzeźba
Wyspa leży na południowym krańcu płyty karaibskiej i jest zbudowana z górnokredowych skał wulkanicznych i osadowych. Głównymi skałami budującymi wyspę są piaskowce i łupki, które zostały sfałdowane na przełomie kredy i trzeciorzędu – faza laramijska orogenezy alpejskiej. Najmłodsze utwory przykrywające starsze to pochodzące od pliocenu aż po holocen wapienie rafowe.
Wyspa jest nizinna i cechuje się urozmaiconym krajobrazem, gdzie występują liczne wzniesienia i wzgórza. Najwyższe wzniesienie Bonaire – Brandaris wznosi się na 240 m n.p.m. Południowa część wyspy jest wybitnie nizinna.
Wyspa cechuje się umiarkowanie rozwiniętą linią brzegową, gdzie występują niewielkie łagodne zatoki i niezbyt zaznaczające się na mapie półwyspy. Wybrzeże jest niskie, przeważnie skaliste i kamieniste. Występują też odcinki plażowe, oraz niewielkie fragmenty klifów. Około 1 km na zachód od Bonaire leży niewielka, płaska wysepka Klein.

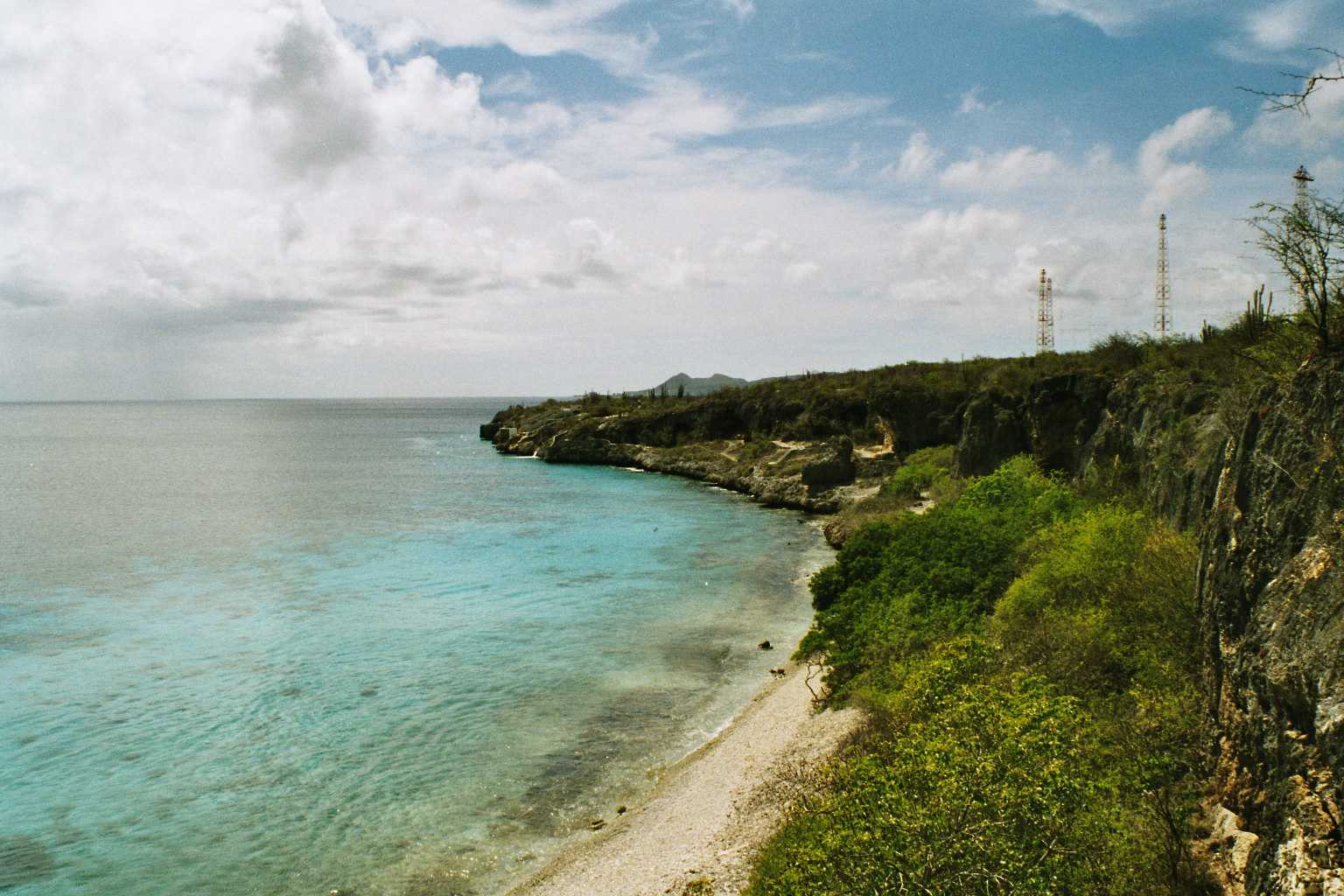
Wybrzeże Bonaire

## Klimat
Leżąca w strefie klimatu podrównikowego wyspa, cechuje się jego suchą odmianą. Przyczyną tego faktu jest północno-wschodni pasat, który traci wilgoć i po dotarciu nad region wyspy jest wiatrem suchym. Klimat jest uwarunkowany działaniem okołorównikowych prądów morskich.
Temperatury są wysokie, typowe dla regionów klimatu okołorównikowego. W półroczu zimowym średnie wartości wynoszą 22 °C, latem średnie temperatura wynosi 30-32 °C. Występują niewielkie wahania temperatur dobowych.
Opady są niskie, a przyczyną tą są docierające w suchej postaci pasaty. Toteż w okresie letnim występuje pora sucha, zaś największe opady mają miejsce zimą. Średnia roczna opadowa wynosi 512 mm. Region wyspy leży daleko od strefy przemieszczania się niszczycielskich huraganów.

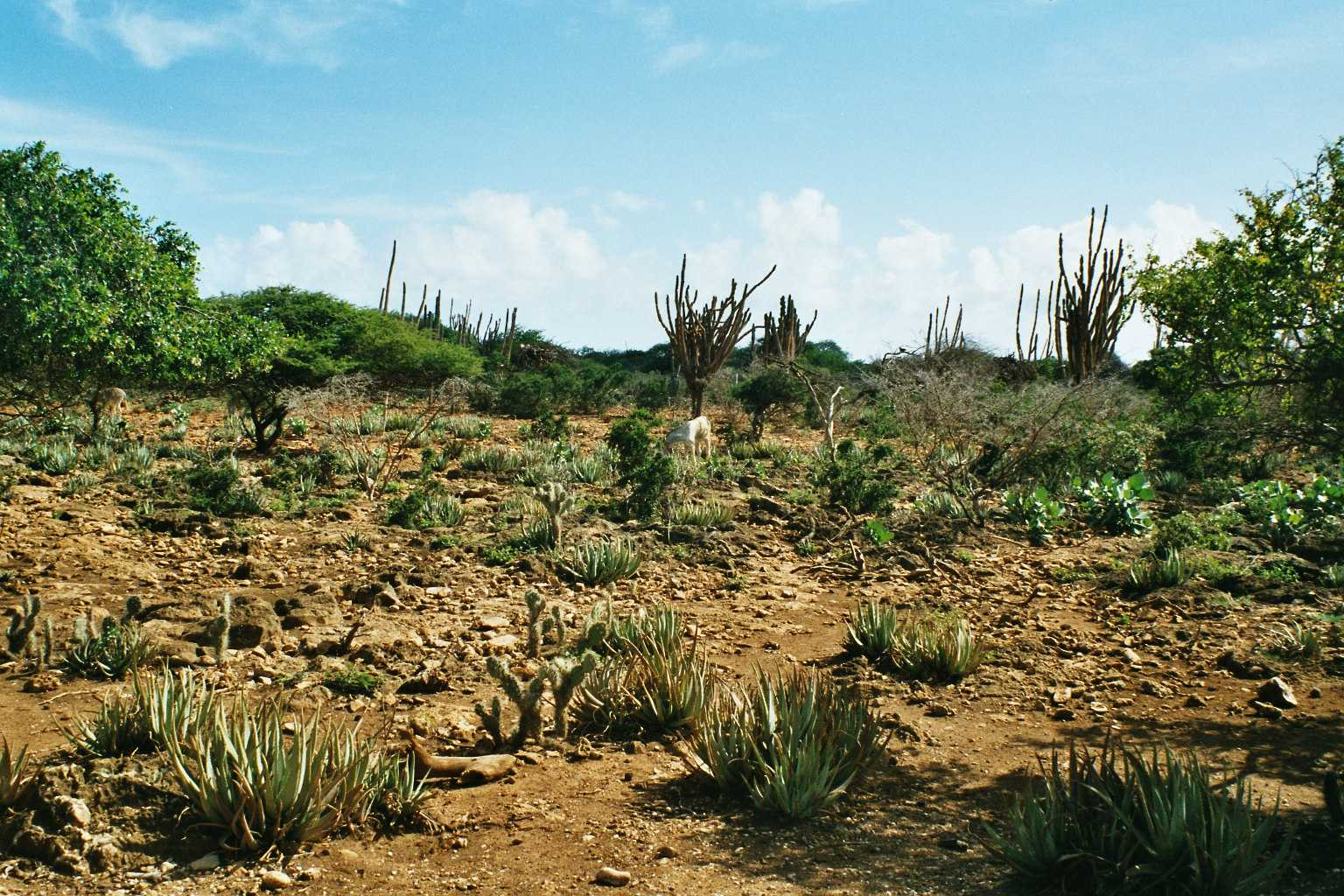
Sucholubna roślinność wyspy

## Wody
Sieć rzeczna jest bardzo uboga i ogranicza się do niewielkie liczby okresowych rzek. Rzeki na Bonaire występują jedynie na obszarach wyżej położonych. Na Bonaire znajdują się jeziora z których największe to Goto, leżące w północnej części wyspy, do innych należą: Soroban i Pekel.

## Gleby
Bonaire należy do karaibskiej krainy glebowej. Powszechnymi glebami są czerwonobrązowe gleby, które powstały w wyniki wietrzenia wapiennego podłoża.

## Flora i fauna
Powszechną formacją roślinną wyspy są sawanny. Niewielkie opady i pora sucha sprawiają, że na wyspie nie ma tropikalnych lasów deszczowych, a jedynie niewielkie zbiorowiska lasów zwrotnikowych. Dominującym elementem krajobrazu roślinnego wyspy są różne gatunki roślin kserofitycznych, sucholubnych i powszechnie występujących kaktusów. W obrębie wybrzeża rosną miejscami zarośla namorzynowe. Wokół wyspy występują licznie rafy koralowe.
Świat zwierząt należy do antylskiej krainy neotropikalnej i jest ubogi. Brak dużych ssaków, liczne są gady, których przedstawicielami są iguany. Liczne są także różne gatunki owadów. Świat ptaków reprezentuje liczne ptactwo morskie, na lądzie dosyć dogodne warunki wśród jezior znajdują flamingi.